# Ronde van Midden-Brabant
La Ronde van Midden-Brabant és una cursa ciclista d'un dia neerlandesa que es disputa a Dongen, a la regió del Brabant del Nord. Creada el 1995 ens substitució d'una antiga cursa per a joves, la cursa en alguna de les seves edicions ha sigut en format per etapes o vegades ha consistit en una cursa d'un sol dia. Forma part del calendari nacional.

## Palmarès
| Any  | Vencedor             | Segon               | Tercer               |
| ---- | -------------------- | ------------------- | -------------------- |
| 1995 | Marcel van der Vliet | Pascal Vergeer      | Steven de Jongh      |
| 1996 | Wiebren Veenstra     | Bert Hiemstra       | Ronald van der Tang  |
| 1997 | Wilco Zuyderwijk     | Matthe Pronk        | Gerard Kemper        |
| 1998 | Erik de Crom         | Edwin Dunning       | Matthe Pronk         |
| 1999 | John den Braber      | Ronald van der Tang | Dennis Moons         |
| 2000 | Marcel Luppes        | Jacek Mickiewicz    | Scott Guyton         |
| 2001 | Alain van Katwijk    | Ruud Aerts          | Camiel van den Bergh |
| 2002 | Paul van Schalen     | Germ van der Burg   | Tom Cordes           |
| 2003 | Jeroen Boelen        | Russell Van Hout    | Germ van der Burg    |
| 2004 | Germ van der Burg    | Jos Pronk           | Maarten Lenferink    |
| 2005 | Paul van Schalen     | Arnoud van Groen    | Piet Rooijakkers     |
| 2006 | Alain van Katwijk    | Roy Curvers         | Lars Boom            |
| 2007 | Roy Curvers          | Peter Schep         | Danny Stam           |
| 2008 | Johnny Hoogerland    | Rene Hooghiemster   | Andre van Reek       |
| 2009 | Jeroen Boelen        | Bert-Jan Lindeman   | Jan Bos              |
| 2010 | Johim Ariesen        | Yoeri Havik         | Wim Botman           |
| 2011 | Sander Oostlander    | Bart van Haaren     | Pim de Beer          |
| 2012 | Mike Teunissen       | Huub Duyn           | Peter Schulting      |
| 2013 | Brian van Goethem    | Jasper Bovenhuis    | Lars van der Haar    |
| 2014 | Tijmen Eising        | Huub Duyn           | Arno van der Zwet    |
| 2015 | Daan Meijers         | Cees Bol            | Yoeri Havik          |
| 2016 | Rick Ottema          | Jeroen Meijers      | Daniel Korevaar      |
| 2017 | Jasper Bovenhuis     | Rick Ottema         | Jasper Hamelink      |